# Wojciech Skuza
Wojciech Skuza (ur. 6 kwietnia 1908 w Łubnicach, zm. 27 sierpnia 1942 w Iranie) – polski poeta, pisarz, publicysta.

## Życiorys
Urodził się w rodzinie chłopskiej. Ukończył studia na Wydziale Polonistyki Uniwersytetu Jagiellońskiego (na którym studiował od 1928). Był działaczem Polskiej Akademii Młodzieży Ludowej i współredaktorem pisma „Znicz”. W latach 1934–1935 pracował jako nauczyciel w Zakopanem, a następnie, do 1936, wykładał literaturę na Uniwersytecie Ludowym w Gaci. 
Po wybuchu wojny przebywał we Lwowie, gdzie 19 listopada 1939 roku podpisał oświadczenie części pisarzy polskich witające przyłączenie Kresów Wschodnich do sowieckiej Zachodniej Ukrainy, co nie uchroniło go jednak przed zesłaniem.
Zmarł wkrótce po ewakuacji wojska polskiego z ZSRR do Iranu.

## Niektóre prace

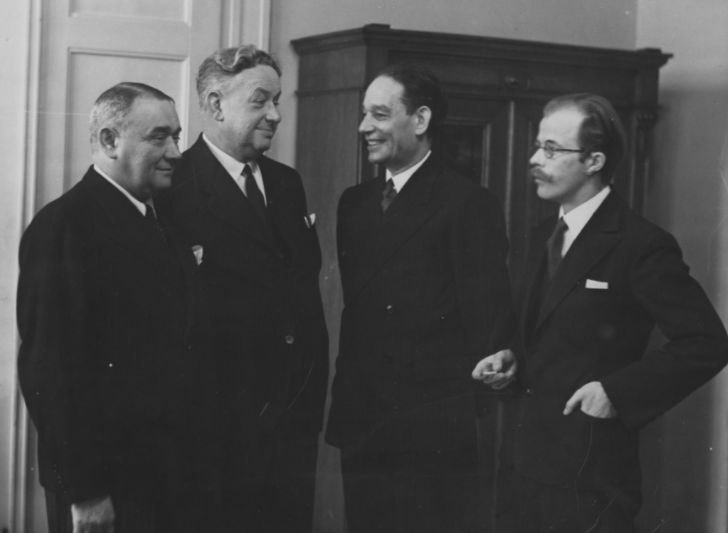
Towarzystwo Uniwersytetu Ludowego w Warszawie (1937). Stoją od lewej: Stefan Jaracz, Aleksander Zelwerowicz, Stanisław Młodożeniec i Wojciech Skuza

- 1932 – Kolorowe słowa (poezje)
- 1933 – Kumac. Rzecz o Wojciechu Bartosu Głowackim (poemat chłopski o r. 1794)
- 1937 – Fornale (poemat)
- 1938 – Wieś tworząca...  (felietony)

## Upamiętnienie
Wojciech Skuza jest patronem Publicznej Szkoły Podstawowej w Łubnicach.